# Somphospondyli
I Somphospondyli sono un clade estinto di sauropodi titanosauriformi vissuto dal Giurassico superiore-Cretaceo superiore, circa 155-66 milioni di anni fa (Kimmeridgiano-Maastrichtiano), in tutto il mondo. Il gruppo può essere definito come "il clade più inclusivo che include Saltasaurus loricatus ma esclude il Brachiosaurus altithorax". Le caratteristiche diagnostiche di questo clade di Mannion et al. (2013) includono il possesso di almeno 15 vertebre cervicali; una estremità del radio smussato; vertebre sacrali con tessitura interna camellata; superfici articolari posteriori convesse delle vertebre caudali medio-posteriori; vertebre caudali distali biconvesse; angolo omerale anterolaterale "quadrato"; e molte altre.